# Pterostichus carsticus
Pterostichus carsticus is een keversoort uit de familie van de loopkevers (Carabidae). De wetenschappelijke naam van de soort is voor het eerst geldig gepubliceerd in 1989 door Kasahara & Y.ito.